# Temporada 1916 de Primera División de los miembros de la Conmebol
La Temporada 1916 de Primera División de las asociaciones miembro de la Conmebol abarcará todos los torneos de Primera División en las cuatro asociaciones miembro de la Conmebol en el año 1916.

## Asociaciones miembro
Para 1916, año de la fundación de la Confederación Sudamericana de Fútbol, solo cuatro asociaciones estaban asociadas a la nueva entidad: Argentina, Brasil, Chile y Uruguay.
| Selección | Federación                        | Fundación             | Ingreso Conmebol | Ingreso FIFA | Selecciones    |
| --------- | --------------------------------- | --------------------- | ---------------- | ------------ | -------------- |
| Argentina | Asociación del Fútbol Argentino   | 21 de febrero de 1893 | 19161            | 1912         | FM, FF, FP, FS |
| Brasil    | Confederación Brasileña de Fútbol | 8 de junio de 1914    | 19161            | 1923         | FM, FF, FP, FS |
| Chile     | Federación de Fútbol de Chile     | 19 de junio de 1895   | 19161            | 1913         | FM, FF, FP, FS |
| Uruguay   | Asociación Uruguaya de Fútbol     | 30 de marzo de 1900   | 19161            | 1923         | FM, FF, FP, FS |

## Torneos Conmebol en 1916
Demoró varias décadas en tener la Cnmebol un torneo oficial de clubes que reuniera a sus federaciones miembro. Mientras tanto, existían otros certámenes de bastante trascendencia, disputados entre las asociaciones sin la intermediación de la Conmebol.
No obstante, a nivel de selecciones, sí se disputó la Copa América desde aquel año. En su inauguración, organizada en Argentina, el primer título fue obtenido por el seleccionado uruguayo.

## Torneos de Primera División por país
Listado de los equipos que van a participar de cada torneo por país. Los datos estadísticos no consideran la temporada en curso.

### Argentina
| Copa Campeonato 1916    |              |         |           |                         |            |                    |         |            |      |
| Equipo                  | Ciudad       | Estadio | Capacidad | Fundación               | Temporadas | Temp. Consecutivas | Títulos | Subtítulos | 1915 |
| Argentino de Quilmes    | Quilmes      |         |           | 1 de diciembre de 1899  |            |                    |         |            |      |
| Atlanta                 | Buenos Aires |         |           | 12 de octubre de 1904   |            |                    |         |            |      |
| Banfield                | Banfield     |         |           | 21 de enero de 1896     |            |                    |         |            |      |
| Belgrano Athletic       | Buenos Aires |         |           | 17 de agosto de 1896    |            |                    |         |            |      |
| Boca Juniors            | Buenos Aires |         |           | 3 de abril de 1905      |            |                    |         |            |      |
| Columbian               | Buenos Aires |         |           | 1911                    |            |                    |         |            |      |
| Estudiantes             | Buenos Aires |         |           | 15 de agosto de 1898    |            |                    |         |            |      |
| Estudiantes de La Plata | La Plata     |         |           | 4 de agosto de 1905     |            |                    |         |            |      |
| Estudiantil Porteño     | Buenos Aires |         |           | 6 de septiembre de 1902 |            |                    |         |            |      |
| Ferro Carril Oeste      | Buenos Aires |         |           | 28 de julio de 1904     |            |                    |         |            |      |
| Gimnasia y Esgrima (BA) | Buenos Aires |         |           | 11 de noviembre de 1880 |            |                    |         |            |      |
| Gimnasia y Esgrima (LP) | La Plata     |         |           | 3 de junio de 1887      |            |                    |         |            |      |
| Huracán                 | Buenos Aires |         |           | 1 de noviembre de 1908  |            |                    |         |            |      |
| Independiente           | Avellaneda   |         |           |                         |            |                    |         |            |      |
| Platense                | Buenos Aires |         |           | 25 de mayo de 1905      |            |                    |         |            |      |
| Porteño                 | Buenos Aires |         |           | 28 de julio de 1895     |            |                    |         |            |      |
| Quilmes                 | Quilmes      |         |           | 27 de noviembre de 1887 |            |                    |         |            |      |
| Racing Club             | Avellaneda   |         |           | 25 de marzo de 1903     |            |                    |         |            |      |
| River Plate             | Buenos Aires |         |           | 25 de mayo de 1901      |            |                    |         |            |      |
| San Isidro              | San Isidro   |         |           | 24 de octubre de 1902   |            |                    |         |            |      |
| San Lorenzo             | Buenos Aires |         |           | 1 de abril de 1908      |            |                    |         |            |      |
| Tigre                   | Victoria     |         |           | 3 de agosto de 1902     |            |                    |         |            |      |

### Brasil
No hubo. El primer campeonato de Primera División fue en 1959.

### Chile
No hubo. El primer campeonato de Primera División fue en 1933.

### Uruguay
| Campeonato Uruguayo 1916 |            |                     |           |                          |            |                    |         |            |      |
| Equipo                   | Ciudad     | Estadio             | Capacidad | Fundación                | Temporadas | Temp. Consecutivas | Títulos | Subtítulos | 2019 |
| Central                  | Montevideo |                     |           | 5 de enero de 1905       | 7          | 7                  | -       |            | 7°   |
| Defensor                 | Montevideo |                     |           | 15 de marzo de 1913      | 1          | 1                  | -       |            | 4°   |
| Dublin                   | Montevideo |                     |           |                          | 5          | -                  | -       | -          | -    |
| Montevideo Wanderers     | Montevideo |                     |           | 15 de agosto de 1902     | 12         | 12                 | 2       |            | 5°   |
| Nacional                 | Montevideo | Gran Parque Central | 15.000    | 14 de mayo de 1899       | 14         | 14                 | 4       |            | 1°   |
| Peñarol                  | Montevideo | Las Acacias         |           | 28 de septiembre de 1891 | 15         | 15                 | 5       |            | 2°   |
| Reformers                | Montevideo |                     |           |                          | 3          | 3                  | -       |            | 8°   |
| River Plate              | Montevideo |                     |           | 1897                     | 9          | 9                  | 4       |            | 6°   |
| Universal                | Montevideo |                     |           | 25 de mayo de 1907       | 4          | 4                  | -       |            | 3°   |